# Верхнепесковский сельсовет
Верхнепеско́вский сельсовет — муниципальное образование в Катайском районе Курганской области Российской Федерации.
Административный центр — село Верхние Пески.

## История
В соответствии с Законом Курганской области от 6 июля 2004 года № 419 сельсовет наделён статусом сельского поселения.

## Население
| 1989 | 2002 | 2010 | 2012 | 2013 | 2014 | 2015 |
| ---- | ---- | ---- | ---- | ---- | ---- | ---- |
| 616  | ↘549 | ↘465 | ↘453 | ↘437 | ↘422 | ↘420 |
| 2016 | 2017 | 2018 | 2019 | 2020 |      |      |
| ↘417 | ↘410 | ↘405 | ↘396 | ↘384 |      |      |

## Состав сельского поселения
| № | Населённый пункт | Тип населённого пункта       | Население |
| - | ---------------- | ---------------------------- | --------- |
| 1 | Верхние Пески    | село, административный центр | ↘350      |
| 2 | Чусовая          | деревня                      | ↘115      |